# Institut für Mandschuristik
Das Institut für Mandschuristik (chinesisch 满学研究所, Pinyin Mǎnxué yánjiūsuǒ) der Pekinger Akademie für Sozialwissenschaften (BASS) wurde 1991 gegründet. Das Forschungsinstitut ist die einzige Einrichtung der Nationalen Akademie der Sozialwissenschaften, die sich dem Studium der Mandschuristik widmet und dabei ein deutliches Pekinger Gepräge aufweist. Seine Forschungsschwerpunkte sind Theorien über die Mandschu, mandschurische Geschichte und Sprache, mandschurische Archive und Dokumente, mandschurische Kultur und Religion, das System der Acht Banner und die Geschichte Pekings.
Im Jahr 2011 wurde die Reihe Manxue luncong 满学论丛 (Mandschuristik) ins Leben gerufen, in der inzwischen zehn Bände erschienen sind.
Gründungsdirektor des Instituts war Yan Chongnian 阎崇年.

## Publikationen
- Manxue luncong 满学论丛[5] (Liaoning minzu chubanshe 辽宁民族出版社)